# Любашівський район
Любаші́вський райо́н (до 03.02.1926 р. — Ясенівський район) — колишня адміністративна одиниця на північному сході Одеської області України. Адміністративний центр — смт Любашівка.
Ліквідований відповідно до Постанови Верховної Ради України «Про утворення та ліквідацію районів» від 17 липня 2020 року.

## Географія
Межує з Савранським, Балтським, Ананьївським, Ширяївським, Миколаївським районами Одещини та Кривоозерським і Врадіївським районами Миколаївщини.
- Клімат — помірно континентальний. В районі протягом року переважають західні вітри — повітряні маси з Атлантичного океану.
- Внутрішні води — річки: Кодима, Чичиклія, що належать басейну Південного Бугу, Тилігул; близько 30 невеликих водосховищ та водойм (найбільші — біля сіл Новокарбівка, Чайківка, Червоний Яр та в Любашівці).
- Ґрунти — чорноземи, темно-сірі ґрунти, глинища. Сільськогосподарські угіддя займають 95,5 тис.га (із загальної площі в 110,0 тис.га), із них рілля — 73,1 тис.га.
- Ліси — невеликі масиви лісу, що відносяться до Жеребківського та Ширяївського лісництв. Найпоширенішими видами дерев є дуб, липа, клен, ясен, акація, вишня, черешня, верба, сосна та інші.

## Історія
На Любашівщині здавна існували люди. Стоянки кам'яної доби знайдені біля Познанки, Степанівки; а навколо Бокового і на берегах Кодими виявлені сліди трипільської культури (Пам'ятки Трипільської культури на Любашівщині). Є також знахідки черняхівської культури (залізна доба). В Любашівці знаходили пам'ятки бронзового часу. Залишилося чимало скіфських курганів.
У 14—17 століттях навколишня територія була малозаселеною частиною так званого Дикого поля. По лівому березі р. Кодими трохи вище сіл Познанка, Гвоздавка Перша, Великий Бобрик проходив один із трьох магістральних шляхів (від Умані через Балту до Ольвіополя (суч. м. Первомайськ) і далі через Південний Буг до низинних переправ на Дніпрі), що з'єднували Україну з її південним сусідами — так званий Чорний або Шпаковий шлях. Він існував ще з 16 ст., по шляху йшли каравани за сіллю в Крим, за рибою на Дон і в Запоріжжя, з хлібом в Очаків.
У 17—18 століттях територія вздовж річок Кодима, Тилігул, Чичиклія стала стихійно заселятись. Прибували потомки запорізьких козаків і селяни, що тікали від панського гніту. Так виникли села на березі Кодими — Ясенове, Великий Бобрик, Познанка, Гольма. Села на протилежному березі річки одержали дубльовану назву — Бобрик Другий, Познанка Друга. Після російсько-турецької війни, що завершилась Ясським миром (1792 р.), колонізацію став проводити царський уряд.
Районний центр — селище міського типу Любашівка — засноване у 18 столітті. В 1847 році Любашівка стала волосним центром Ананьївського повіту Херсонської губернії. Територія північніше Кодими входила до Подільської губернії (Балтський повіт).
Трохи пізніше через навколишню місцевість пройшла залізниця, що сполучала Балту з Ольвіополем (зараз — це місто Первомайськ). У 1868 році збудовано залізничну станцію Любашівка, полустанок Заплази. Залізниця, що була однією з перших в країні, значно прискорила економічний розвиток.
За 10 верст від Любашівки знаходився великий маєток таємного радника Варанда, розташований при селах Великий Бобрик, Мазурівка і Бакша. Пізніше його викупила громада.
Після встановлення Радянської влади в Любашівці було створено одну з перших в країні машино-тракторних станцій.
Район утворений 7 березня 1923 року як Ясенівський район з центром у Ясенові у складі Балтської округи Одеської губернії з Ясенівської, Бобрицької і Бакшанської волостей; на теренах нинішнього району існував також Троїцький район.
26 листопада 1924 року Балтська округа розформована, район з дев'ятьма північними сільськими радами Святотроїцького району перейшов до Першомайської округи.
3 лютого 1926 року центр Ясенівського району перенесений із с. Ясенове до с. Любашівки, район перейменований на Любашівський (орієнтовно в тому ж році північна частина Святотроїцького району (села колишньої Любашівської волості) перейшла до складу Ясенівського району, в свою чергу північна частина Ясенівського р-ну (села колишньої Бакшанської волості) перейшла до складу Савранського району).
13 червня 1930 р. Першомайська округа розформована, район перейшов до Одеської округи.
Після ліквідації округ 15 вересня 1930 року райони передані в пряме підпорядкування УСРР.
З лютого 1931 р. приєднано Врадіївський район.
9 лютого 1932 року увійшов до складу новоутвореної Одеської області.
27 лютого 1932 р. відновлений Велико-Врадіївський район.
Голодомор 1932—1933 рр. винищив велику кількість населення Любашівщини. По району зареєстровано 2071 випадок опухання на ґрунті голоду і 737 смертельних випадків з цієї ж причини. Мало місце знаходження неідентифікованих трупів на дорогах і в селах, а також встановлені випадки людоїдства. Намагаючись врятуватися, жителі чинили перешкоди спробам забрати у них їжу. Влада відповідала репресіями. Так, село Святотроїцьке (тодішній райцентр Троїцького району) було занесене на «чорну дошку».
| ПОСТАНОВА ПОЛІТБЮРО ЦК КП(б)У ТА РАДНАРКОМУ УСРР ПРО ЗАНЕСЕННЯ НА «ЧОРНУ ДОШКУ» СІЛ, ЯКІ ЗЛІСНО САБОТУЮТЬ ХЛІБОЗАГОТІВЛІ від 6 грудня 1932 р. СНК и ЦК постановляют: За явный срыв плана хлебозаготовок и злостный саботаж, организованный кулацкими и контрреволюционными элементами, занести на черную доску следующие села: ...5. с.Святотроицкое Троицкого района Одесской области;... В отношении этих сел провести следующие мероприятия: 1. Немедленное прекращение подвоза товаров, полное прекращение ... торговли на месте и вывоз ... всех наличных товаров. 2. Полное запрещение колхозной торговли как для колхозов, колхозников, так и единоличников. 3. Прекращение всякого рода кредитования, проведение досрочного взыскания кредитов... 4. Проверку и очистку ... от всякого рода чуждых и враждебных элементов. |
Під час Другої Світової війни місцевість окуповано німецькими і румунськими силами. На території району діяв партизанський загін «Буревісник». Радянські війська повернулись у березні 1944 року. Наслідками війни були численні руїни (наприклад, була зруйнована станція Заплази). У післявоєнні часи у районі збудовано Заплазький цукровий завод, відновлено елеватор, колгоспи та інші підприємства.
У листопаді 1957 року ліквідований Троїцький район.
У 1962 р. Савранський район приєднаний до Балтського та Любашівського.
4 січня та 5 лютого 1965 р. затверджений новий склад районів:
- Любашівський район в складі Любашівської та Савранської селищних Рад і сільрад: Агафіївської, Бакшанської, Бобрицької, Боківської, Вільшанської, Гвоздавської, Іванівської, Кам'янської[19], Кричунівської, Неділківської, Новокарбівської, Полянецької та Ясенівської.
- Троїцька сільрада перейшла до Ананьївського району.
- Миколаївська та Настасіївська сільради перейшли до Миколаївського району.
- Концебівська сільрада перейшла до Балтського району.

Указом Президії Верховної Ради УРСР «Про утворення нових районів Української РСР» від 8 грудня 1966 р. був відокремлений (відновлений) Савранський район.
Рішенням Одеської обласної ради від 10 листопада 2006 року села Дмитрівка Новоселівської сільської ради та Погреби Познанської сільської ради виключені з облікових даних.

## Економіка
Провідні підприємства району:
- ЗАТ «Троїцький молочний завод»
- ЗАТ «Заплазський цукровий завод»
- ВАТ «Любашівський елеватор»
- ВАТ «Заплазське ХПП»
- ВНФ «Зеленогірське»
- ТОВ "НВП «Агро-Ритм»

Основні сільськогосподарські культури, які вирощують на території району: пшениця, ячмінь, кукурудза, ріпак, соняшник, цукровий буряк.
Любашівський район відомий вмінням його жителів виробляти справжню українську ковбасу. З вересня 2013 року започатковано щорічний Національний ковбасний фестиваль-ярмарок «Новий Любашівський базар» з метою популяризації цієї діяльності.

## Транспорт
Через район пройшли автошляхи Київ—Одеса E95(М05) та Кропивницький—Платонове—Кишинів E584 (М13). Довжина автошляхів загального користування становить 367,3 км.

## Населення
Розподіл населення за віком та статтю (2001)
| Стать | Всього | До 15 років | 15-24 | 25-44 | 45-64 | 65-85 | Понад 85 |
| --- | ------ | ----------- | ----- | ----- | ----- | ----- | -------- |
| Чоловіки | 15 349 | 3274        | 1958  | 4418  | 3804  | 1811  | 84       |
| Жінки | 18 279 | 3311        | 1989  | 4512  | 4655  | 3461  | 351      |
| \| Статево-вікова піраміда \| Статево-вікова піраміда \| Статево-вікова піраміда \| \| ----------------------- \| ----------------------- \| ----------------------- \| \| Чоловіки \| Вік \| Жінки \| \| 84 \| 85 + \| 351 \| \| 124 \| 80-84 \| 385 \| \| 365 \| 75-79 \| 956 \| \| 629 \| 70-74 \| 1172 \| \| 693 \| 65-69 \| 948 \| \| 1207 \| 60-64 \| 1607 \| \| 617 \| 55-59 \| 915 \| \| 965 \| 50-54 \| 1074 \| \| 1015 \| 45-49 \| 1059 \| \| 1158 \| 40-44 \| 1154 \| \| 1179 \| 35-39 \| 1168 \| \| 1046 \| 30-34 \| 1107 \| \| 1035 \| 25-29 \| 1083 \| \| 884 \| 20-24 \| 965 \| \| 1074 \| 15-20 \| 1024 \| \| 1343 \| 10-14 \| 1332 \| \| 1088 \| 5-9 \| 1125 \| \| 843 \| 0-4 \| 854 \| |        |             |       |       |       |       |          |
| Статево-вікова піраміда |        |             |       |       |       |       |          |
| Чоловіки | Вік    | Жінки       |       |       |       |       |          |
| 84 | 85 +   | 351         |       |       |       |       |          |
| 124 | 80-84  | 385         |       |       |       |       |          |
| 365 | 75-79  | 956         |       |       |       |       |          |
| 629 | 70-74  | 1172        |       |       |       |       |          |
| 693 | 65-69  | 948         |       |       |       |       |          |
| 1207 | 60-64  | 1607        |       |       |       |       |          |
| 617 | 55-59  | 915         |       |       |       |       |          |
| 965 | 50-54  | 1074        |       |       |       |       |          |
| 1015 | 45-49  | 1059        |       |       |       |       |          |
| 1158 | 40-44  | 1154        |       |       |       |       |          |
| 1179 | 35-39  | 1168        |       |       |       |       |          |
| 1046 | 30-34  | 1107        |       |       |       |       |          |
| 1035 | 25-29  | 1083        |       |       |       |       |          |
| 884 | 20-24  | 965         |       |       |       |       |          |
| 1074 | 15-20  | 1024        |       |       |       |       |          |
| 1343 | 10-14  | 1332        |       |       |       |       |          |
| 1088 | 5-9    | 1125        |       |       |       |       |          |
| 843 | 0-4    | 854         |       |       |       |       |          |

Населення району мешкає в 53 населених пунктах, що входять до 2 селищних і 14 сільських рад. Із загальної чисельності населення економічно активне населення віком 15-70 років становить близько 40 %.

## ЗМІ
ЗМІ представлені єдиною газетою «Хлібороб».

## Політика
25 травня 2014 року відбулися Президентські вибори України. У межах Любашівського району були створені 33 виборчі дільниці. Явка на виборах складала — 54,09 % (проголосували 12 729 із 23 534 виборців). Найбільшу кількість голосів отримав Петро Порошенко — 58,51 % (7 448 виборців); Юлія Тимошенко — 12,33 % (1 569 виборців), Олег Ляшко — 7,45 % (948 виборців), Сергій Тігіпко — 6,53 % (831 виборців). Решта кандидатів набрали меншу кількість голосів. Кількість недійсних або зіпсованих бюлетенів — 1,31 %.

## Соціальна сфера
На території району функціонує 30 шкіл, 12 дитячих дошкільних установ, районна лікарня, районний центр первинної медико-санітарної допомоги (8 амбулаторно-поліклінічних установ, 31 фельдшерський чи фельдшерсько-акушерський пункт), міжрайонна станція екстреної (швидкої) медичної допомоги, 36 клубів і будинків культури, 33 бібліотеки.

## Визначні місця

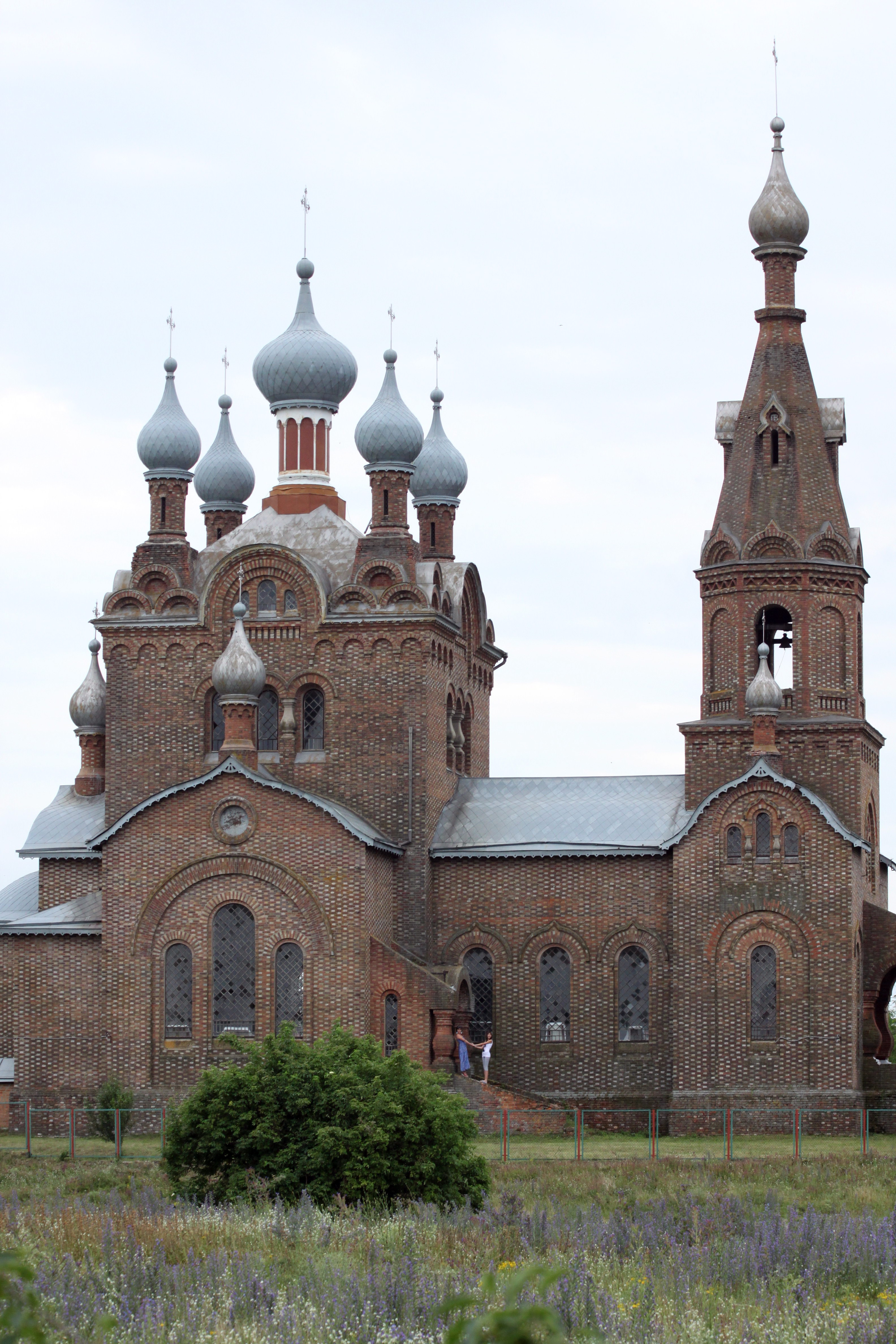
Храм Св. Івана Богослова в с. Покровка

- Храм Св. Івана Богослова в с. Покровка (1911 р.)
- Залізнична станція Любашівка (XIX ст.)
- Меморіал загиблим воїнам в Любашівці
- Долина річки Кодима, де з найдавніших часів селилися люди (трипільські знахідки).
- Пам'ятний знак на місці концтабору, де під час війни знищувались євреї (с. Гвоздавка Друга)

## Відомі люди

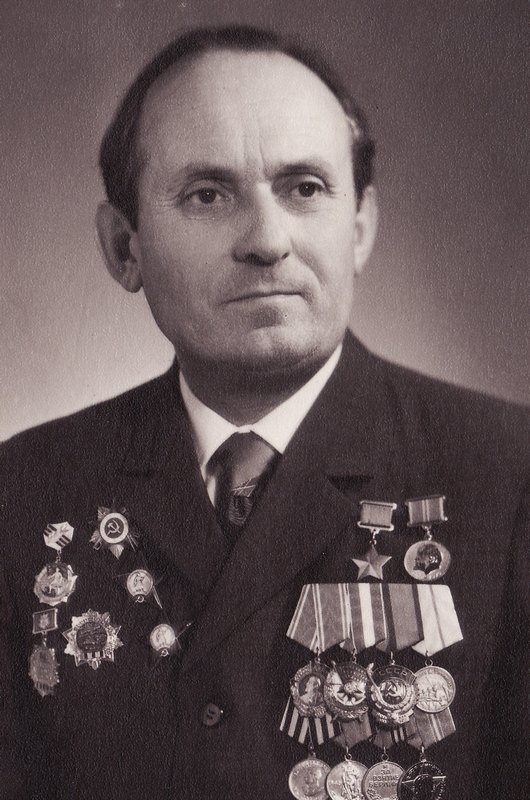
П. М. Улицький

- Аркадій Мацієвський — український скульптор (1931 — 2005) (народився в с. Бобрик-1)
- Ростислав Палецький (1932 — 1978) — заслужений майстер народної творчості УРСР (с. Троїцьке)
- Василь Савенко — оперний співак, народився в с. Троїцьке (зараз живе у Великій Британії)[23]
- Альбін Ґавдзінський — народний митець (1923—2014), заслужений художник України (народився в с. Бобрик-1). Пейзажист, майстер жанрового живопису і портрету.
- Микола Панасюк — український графік, працював в Любашівській художній школі в 1996 — 2000 рр.
- Дулуман Є. К. — науковець.